# Lawrence J. Christiano
Lawrence Joseph Christiano ist ein US-amerikanischer Wirtschaftswissenschaftler und Hochschullehrer.

## Leben und Forschung
Christiano studierte an der University of Minnesota und erhielt 1973 seinen B.A. in Geschichte und Wirtschaftswissenschaften, dem 1975 ein M.A. in Wirtschaftswissenschaften folgte. Im Jahr 1977 schloss er einen M.Sc. in Ökonometrie und mathematischer Ökonomik an der London School of Economics ab. Im Jahr 1982 wurde er an der Columbia University zum Ph.D. promoviert. Seine Doktorarbeit, die von Thomas Sargent und John B. Taylor betreut wurde, beschäftigte sich mit der Schätzung von Parametern von kontinuierlichen Modellen mit rationalen Erwartungen.
Von 1981 bis 1985 war er Assistant Professor an der University of Chicago, anschließend arbeitete er bis 1992 in der Forschungsabteilung der Federal Reserve Bank of Minneapolis, zuletzt als Direktor des Instituts für empirische Makroökonomik. 1992 wechselte er als Professor für Wirtschaftswissenschaften an der Northwestern University und hat dort seit 2006 den nach Alfred W. Chase benannten Lehrstuhl inne. Bis 2007 war er als Berater für mehrere Banken im Federal Reserve System tätig und arbeitete für den Internationalen Währungsfonds.
Seine Forschungsgebiete sind Makroökonomik sowie die angewandte Zeitreihenanalyse. Eine seiner zentralen Forschungsfragen ist, mit welchen geld- und fiskalpolitischen Instrumenten die Regierung auf unerwartete Ereignisse reagieren sollte, abhängig davon, in welchem Teil des Konjunkturzyklus sich die Volkswirtschaft befindet. Dafür entwickelt, kalibriert und nutzt er Modelle des Allgemeinen Gleichgewichts, insbesondere neukeynesianische DSGE-Modelle.
Christiano war als Herausgeber von Journal of Money, Credit and Banking, Macroeconomic Dynamics, Review of Economic Dynamics, Journal of Economic Dynamics and Control, Journal of Business and Economic Statistics, Journal of Economic Theory, International Economic Review, American Economic Review sowie Review of Economics and Statistics tätig. Er wurde 2001 zum Fellow der Econometric Society gewählt.